# Tertanga
Tertanga es un concejo del municipio de Amurrio, en la provincia de Álava, España. 

## Geografía física

### Ubicación
| Noroeste: Lendoño de Arriba | Norte: Orduña | Nordeste: Artómaña |
| Oeste: Llorengoz            |               | Este: Délica       |
| Suroeste: Zaballa           |               |                    |

## Historia
Lugar de señorío del valle y hermandad de Arrastaria. Tenía en mismo gobierno y justicia ordinaria común a la hermandad. (Ref «D. G. H. R. A.», t. II, p. 374) hasta que en 1976 fue absorbido por el municipio de Amurrio.
En el pórtico de su parroquia se celebraron las Juntas Generales de Alava durante la francesada (27 de mayo de 1812).
Así se describe a Tertanga en el tomo XIV del Diccionario geográfico-estadístico-histórico de España y sus posesiones de Ultramar, obra impulsada por Pascual Madoz a mediados del siglo XIX:

Lugar del ayuntamiento de Arrastaria, en la provincia de Álava (á Vitoria 6 leguas), partido judicial de Amurrio (1/2), audiencia territorial de Burgos (19), capitanía general de las Provincias Vascongadas, diócesis de Calahorra (24). SITUADO á la falda de la Peña de Orduña; CLIMA templado; reinan los vientos N. y O. y se padecen constipados. Tiene 20 CASAS divididas en dos barrios titulados de Abajo y Arriba; escuela de primera educación para ambos sexos, frecuentada por unos 20 alumnos y dotada con 600 reales; iglesia parroquial (San Cristóbal) servida por dos beneficiados; cementerio en paraje ventilado, y para el surtido de los habitantes dos fuentes de aguas saludables en las inmediaciones, y en el centro de la población una de agua salada, que se utiliza y llaman de la Muera. El TÉRMINO se extiende de N. á S. una legua o igual distancia de E. á O., y confina N. Orduña; E. Delica; S. Berberana, y O. sierra Salvada, comprendiendo dentro de su circunferencia dos montes poblados de robles y hayas. El TERRENO es bastante fértil; le atraviesa un rio que nace en la mencionada peña y se dirige á Bilbao, con dos puentes. CAMINOS: los que conducen á Orduña y Berberana. El CORREO se recibe de Orduña los domingos, miércoles y viernes. PRODUCTOS: trigo, maíz, otros granos y legumbres; cría de ganado vacuno y lanar; caza de liebres; pesca de anguilas. INDUSTRIA: además de la agricultura y ganadería, hay un molino harinero. POBLACIÓN: 49 vecinos, 94 almas. CONTRIBUCIÓN: con su ayuntamiento.
Diccionario geográfico-estadístico-histórico de España y sus posesiones de Ultramar

## Demografía
| Gráfica de evolución demográfica de Tertanga entre 2000 y 2022 |
|                                                                |
| Población de derecho según los censos de población del INE.    |

## Patrimonio

### Parroquia de San Cristóbal
Templo de mampostería con planta de cruz latina de cinco tramos, cubierta por bóvedas de lunetos y cúpula rebajada apeada en pechinas. Se edificó en 1764 a costa de Isidro de Murga tal y como reza una inscripción sobre el balcón de la casa cural, sustituyendo a otra del siglo XVI. En 1942 se derrumbó una parte y ese mismo año se procedió a su reconstrucción.
En el pórtico que se abre en tres arcos de medio punto en el lado Sur se celebraron las Juntas Generales de Álava en 1812, durante la invasión francesa.

### Arquitectura civil
En el barrio de abajo, también llamado Mendia, se ubica la casa más destacada del lugar, la casa solariega de los Zaldibar, familia oriunda de Orduña. Se trata de una casa-torre rectangular, con cubierta a cuatro aguas y de dos alturas con aprovechamiento bajo cubierta.
El resto de la arquitectura civil de Tertanga lo conforman casas habitacionales rurales, no anteriores al siglo XVIII, mezcladas entre modernas casas del XX. Todas presentan características similares y se insertan en la tipología de casas rurales de tres alturas y con tres ejes verticales.
Tertanga se estructura en dos núcleos separados por un arroyo y situados a distinto nivel, lo que le ha dado los nombres: arriba y abajo.

### Ermitas desaparecidas
Existe constancia documental de dos ermitas en Tertanga. Una estaba dedicada a San Millán, del que sólo queda una imagen sin culto y sin interés artístico depositada en la parroquia que muestra al santo con vestiduras monacales. La otra ermita debía estar bajo la advocación de San Andrés.
Destaca una casa cercana al palacio de los Zaldibar que conserva una ventana de arco apuntado labrado en una sola pieza de sillería, al lado de una saetera, por lo que cabe pensar que se trata de un vestigio medieval. Al lado de esta casa se encuentran la fuente y el lavadero.

## Lengua
Castellano. En un documento de fines del siglo XVIII se dice que hablan el idioma vasco todos los pueblos de la Vicaría de Orduña, a la cual pertenecía esta localidad (Varios: «G. H. I.. V.», Auñam., 1960, t. I. pp. 61-66). Sin embargo, en el mapa lingüístico de L. L. Bonaparte (1863) figura ya en la zona castellanizada.

## Geología
Lo atraviesa el río de Orduña, afluente del Nervión. 
Se halla edificado sobre arcillas y margas abigarradas con evaporitas. Muy próximos a la localidad, por su parte S. y E., aparecen terrenos constituidos por micritas arcillosas y algunas arcillas.